# Coupe COSAFA 2021
Navigation
2019 2022
La Coupe COSAFA 2021 est la vingtième édition de cette compétition organisée par la COSAFA. 
Les matchs se déroulent du 7 juillet 2021 au 18 juillet 2021 en Afrique du Sud.

## Participants
| Nation                             |
| ---------------------------------- |
| Afrique du Sud (pays organisateur) |
| Botswana                           |
| Comores                            |
| Eswatini                           |
| Lesotho                            |
| Madagascar                         |
| Malawi                             |
| Mozambique                         |
| Namibie                            |
| Sénégal (pays invité)              |
| Zambie                             |
| Zimbabwe                           |

## Phase de groupes
Le format est modifié pour cette édition, toutes les équipes démarrant en phase de groupes. Le tirage au sort a lieu le 17 juin 2021 à Nelson Mandela Bay à 11 h 00 (UTC+2).
Les vainqueurs de chaque groupe ainsi que le meilleur deuxième se qualifient pour la phase finale.
La composition des groupes initiale est la suivante :
- Groupe A : 
  -  Afrique du Sud
  -  Botswana
  -  Lesotho
  -  Zimbabwe
- Groupe B : 
  -  Comores
  -  Madagascar
  -  Malawi
  -  Zambie
- Groupe C : 
  -  Mozambique
  -  Namibie
  -  Sénégal
  -  Zimbabwe

L'équipe des Comores déclare forfait début juillet en raison des restrictions sanitaires liées à la pandémie de Covid-19, tous les déplacements individuels et collectifs à destination de l'Afrique du Sud ayant été interdits par le gouvernement comorien. Madagascar en fait de même quelques jours plus tard. De ce fait, la phase de groupes est remaniée avec deux groupes de cinq équipes, chaque équipe restante de l'ancien groupe B rejoignant l'un des deux autres groupes. Les deux premiers de chaque groupe se qualifient pour les demi-finales.
Légende des classements
- Qualifié pour les demi-finales
- Forfait

### Groupe A
| Rang | Équipe         | Pts | J | G | N | P | Bp | Bc | Diff |  | Résultats      |  |     |     |     |     |
| ---- | -------------- | --- | - | - | - | - | -- | -- | ---- |  | -------------- |  | --- | --- | --- | --- |
| 1    | Afrique du Sud | 10  | 4 | 3 | 1 | 0 | 6  | 0  | +6   |  | Afrique du Sud |  | 1-0 | 0-0 | 1-0 | 4-0 |
| 2    | Eswatini       | 7   | 4 | 2 | 1 | 1 | 5  | 3  | +2   |  | Eswatini       |  |     | 1-0 | 1-1 | 3-1 |
| 3    | Zambie         | 4   | 4 | 1 | 1 | 2 | 3  | 4  | -1   |  | Zambie         |  |     |     | 2-1 | 1-2 |
| 4    | Botswana       | 4   | 4 | 1 | 1 | 2 | 6  | 4  | +2   |  | Botswana       |  |     |     |     | 4-0 |
| 5    | Lesotho        | 3   | 4 | 1 | 0 | 3 | 3  | 12 | -9   |  | Lesotho        |  |     |     |     |     |

### Groupe B
| Rang | Équipe     | Pts | J | G | N | P | Bp | Bc | Diff |  | Résultats  |  |     |     |     |     |
| ---- | ---------- | --- | - | - | - | - | -- | -- | ---- |  | ---------- |  | --- | --- | --- | --- |
| 1    | Sénégal    | 9   | 4 | 3 | 0 | 1 | 6  | 4  | +2   |  | Sénégal    |  | 1-0 | 1-2 | 2-1 | 2-1 |
| 2    | Mozambique | 7   | 4 | 2 | 1 | 1 | 3  | 1  | +2   |  | Mozambique |  |     | 1-0 | 2-0 | 0-0 |
| 3    | Namibie    | 7   | 4 | 2 | 1 | 1 | 5  | 3  | +2   |  | Namibie    |  |     |     | 1-1 | 2-0 |
| 4    | Malawi     | 2   | 4 | 0 | 2 | 2 | 4  | 7  | -3   |  | Malawi     |  |     |     |     | 2-2 |
| 5    | Zimbabwe   | 2   | 4 | 0 | 2 | 2 | 3  | 6  | -3   |  | Zimbabwe   |  |     |     |     |     |

## Phase finale
En cas d'égalité à l'issue du temps réglementaire, on procède directement à la séance de tirs au but.
|  | Demi-finales    | Demi-finales    | Demi-finales    | Demi-finales    |                               |                | Finale          | Finale          | Finale          | Finale          |
|  |                 |                 |                 |                 |                               |                |                 |                 |                 |                 |
|  | 16 juillet 2021 | 16 juillet 2021 | 16 juillet 2021 | 16 juillet 2021 |                               |                | 18 juillet 2021 | 18 juillet 2021 | 18 juillet 2021 | 18 juillet 2021 |
|  | Afrique du Sud  | Afrique du Sud  | 3               | 3               |                               |                | 18 juillet 2021 | 18 juillet 2021 | 18 juillet 2021 | 18 juillet 2021 |
|  | Afrique du Sud  | Afrique du Sud  | 3               | 3               |                               |                | 18 juillet 2021 | 18 juillet 2021 | 18 juillet 2021 | 18 juillet 2021 |
|  | Mozambique      | Mozambique      | 0               | 0               |                               |                | 18 juillet 2021 | 18 juillet 2021 | 18 juillet 2021 | 18 juillet 2021 |
|  | Mozambique      | Mozambique      | 0               | 0               | Afrique du Sud                | Afrique du Sud | 0 ap            | 5tab            |                 |                 |
|  | 16 juillet 2021 |                 |                 |                 | Afrique du Sud                | Afrique du Sud | 0 ap            | 5tab            |                 |                 |
|  |                 |                 | Sénégal         | Sénégal         | 0 00                          | 4 00           |                 |                 |                 |                 |
|  | Sénégal         | Sénégal         | Sénégal         | Sénégal         | 0 00                          | 4 00           | 2 ap            | 3tab            |                 |                 |
|  | Sénégal         | Sénégal         |                 |                 |                               |                |                 | 3tab            |                 |                 |
|  | Eswatini        | Eswatini        | 2 00            | 0 00            |                               |                |                 |                 |                 |                 |
|  | Eswatini        | Eswatini        | 2 00            | 0 00            | Match pour la troisième place |                |                 |                 |                 |                 |
|  |                 |                 |                 |                 |                               |                |                 |                 |                 |                 |
|  | 18 juillet 2021 |                 |                 |                 |                               |                |                 |                 |                 |                 |
|  | Mozambique      | Mozambique      | 1               | 2 00            |                               |                |                 |                 |                 |                 |
|  | Mozambique      | Mozambique      | 1               | 2 00            |                               |                |                 |                 |                 |                 |
|  | Eswatini        | Eswatini        | 1               | 4tab            |                               |                |                 |                 |                 |                 |
|  | Eswatini        | Eswatini        | 1               | 4tab            |                               |                |                 |                 |                 |                 |